# 波尔多液

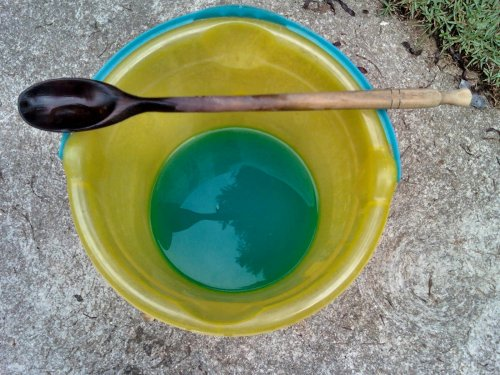
准备中的波尔多液

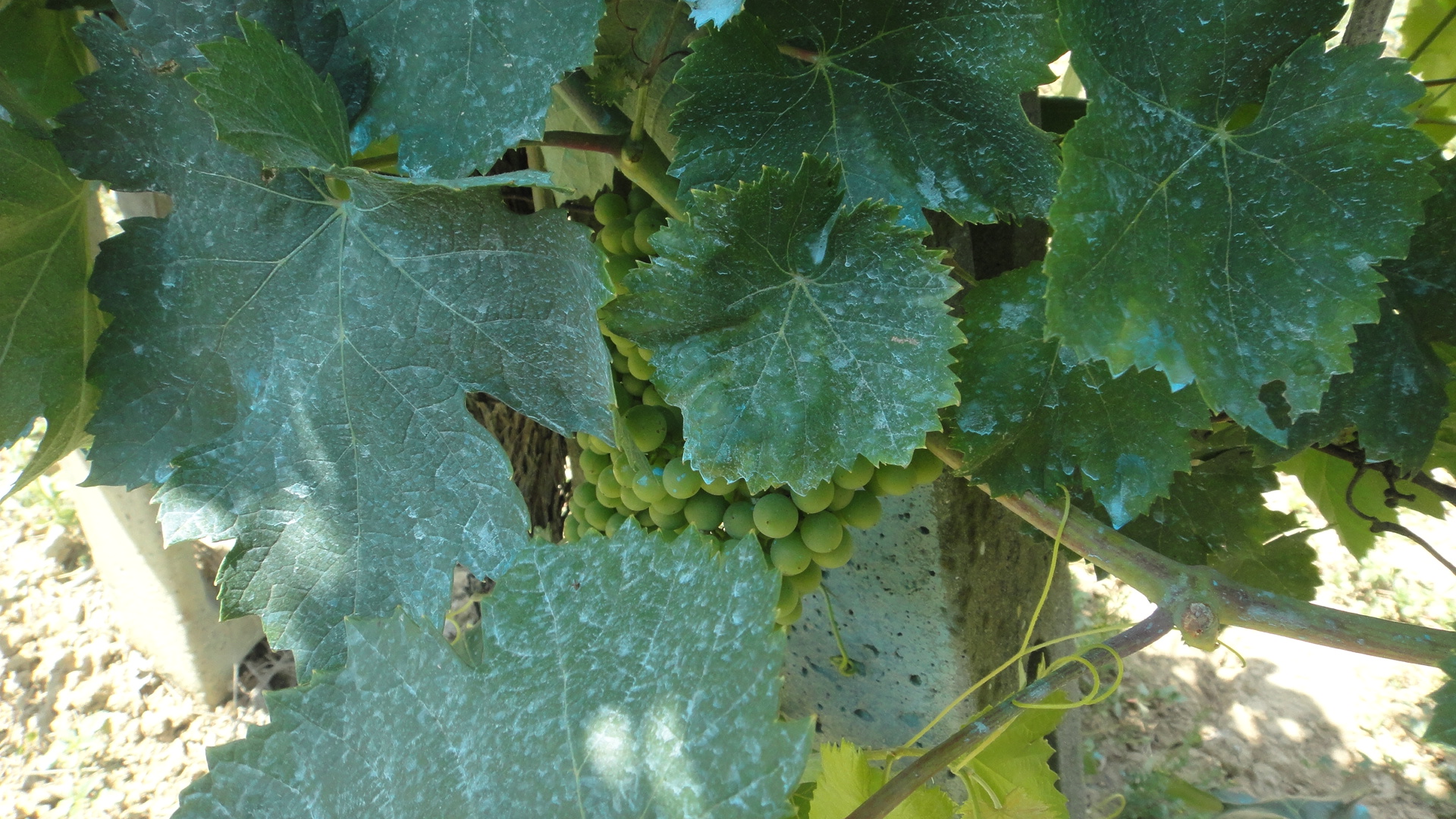
喷有波尔多液的葡萄

波尔多液（英語：Bordeaux mixture）是硫酸铜（CuSO4）和熟石灰（Ca(OH)2) 按不同比例配制成的蓝色胶状悬浊液，用作杀真菌剂。它常用于葡萄园、果园和花园，以防止霜霉病、白粉病和其他真菌的侵扰。它被喷洒在植物上作为预防性处理；当真菌建立后其作用方式无效。波尔多液自19世纪末期于法国波尔多地区首先使用发明。如果连续多年每年大量使用，混合物中的铜最终会变成污染物。因此，它的销售和使用在英国和大部分欧盟国家都是非法的。尽管如此，它还是被宣传为有机农药。

## 主要用途
除了用于控制葡萄藤上的真菌感染外，该混合物还广泛用于控制马铃薯枯萎病、桃叶卷曲、苹果黑星病和香蕉葉斑病。尽管它可能对环境有害，但一些有机农业倡导者允许使用它，因此在世界某些地区的有机园丁经常使用。
由于铜离子在土壤中积累，持续使用会造成重金属污染。铜也在生物体内进行生物累积。因此，除了比利时、塞浦路斯、法国、希腊、匈牙利、意大利、马耳他、葡萄牙、罗马尼亚和斯洛文尼亚，在英国以及大多数欧盟国家使用都是非法的。

## 作用方式
波尔多液通过缓慢释放出铜离子（Cu2+）实现其效果，这些离子可以影响真菌孢子里的酶以阻止孢子发芽。这意味着必须在真菌病发作之前预防性地使用波尔多液。
喷雾对植物的彻底覆盖是必要的。波尔多喷雾在雨中继续很好地粘附在植物上，但从长远来看，它会被雨水冲走。通常在实践中，它每年只在冬季应用一次。

## 配制

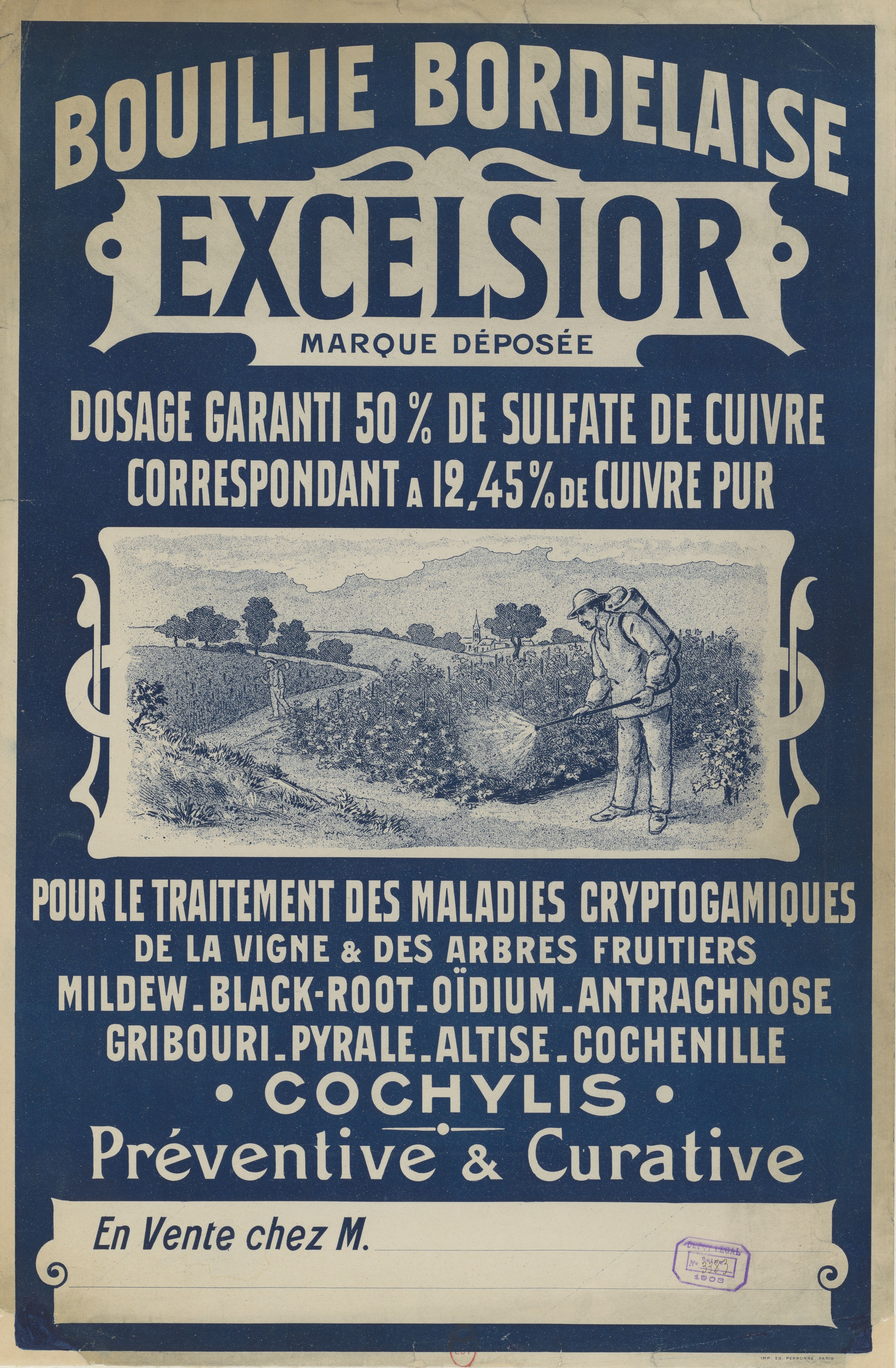
1903年的波尔多液配制说明

波尔多液的原料为無水硫酸铜和熟石灰，配制方法里通常会依次说明硫酸铜的质量、氢氧化钙的质量和所用水的体积。一般使用硫酸铜和水的质量比作为波尔多液的浓度，比如1%的波尔多液代表1千克的五水合硫酸铜和100千克的水。由于五水合硫酸铜中所含的铜约为25%，意味着铜的含量是0.25%。
按照化学方程式，五水硫酸铜和氢氧化钙的质量比为29.6%时，硫酸铜完全转化为氢氧化铜沉淀，但考虑到氢氧化钙储存中会和空气中的二氧化碳反应而变质，需使用过量的氢氧化钙，使氢氧化钙超过硫酸铜质量的一半。同时还需要考虑施用的对象，比如葡萄对石灰敏感，所用氢氧化钙为硫酸铜的一半；梨和苹果对铜敏感，所用氢氧化钙为硫酸铜的三倍；柑橘则采用氢氧化钙和硫酸铜等量。现在也有无水硫酸铜和氢氧化钙或者生石灰所配制的失水波尔多粉，使用时加入适当水混合即成。
配制时，应先将無水硫酸铜溶于水生成硫酸铜水溶液，再将生石灰与水生成石灰乳的悬浊液。然后将硫酸铜溶液缓慢加入石灰乳中，这样过量的氢氧根可以起到保护胶体颗粒阻止沉淀的作用，而不要将石灰乳加入硫酸铜溶液中。久置后，氢氧化铜胶体颗粒会凝聚沉淀，影响药效，所以宜现配现用喷洒时需注意，让波尔多液完全覆盖水果。由于氢氧化铜不溶于水，在一般的雨水中它可以很好地附着在水果表面，虽然长期的雨淋还是会将其冲刷掉。通常每年冬天喷洒一次即可。

## 危害
波尔多液已经被发现对鱼类、生物和蚯蚓有害，并且其中的铜会进入土壤和蚯蚓中。
到1921年，这种化学物质在缅因州北部的马铃薯国家被用作预防枯萎病。1922年左右，聯合果品公司開始在中美洲的農地大量使用波爾多液。噴灑工人因长期暴露在農藥而导致生病或死于中毒。

## 历史
19世纪时，欧洲不少的传统酿酒葡萄产区都发生了病害流行，这一流行源于欧洲原产葡萄缺乏对美洲引进葡萄上携带害虫的抵抗力，比如因根瘤蚜所引起的法国葡萄大疫，此外也包括真菌或卵菌纲（当时认为也属于真菌）所引起的病害。
霜霉病爆发后，波尔多大学植物学教授比埃尔-玛丽-米拉戴特详细研究了当地葡萄田的患病情况，注意到靠近道路的葡萄没有受到真菌侵袭，经过调查后，他发现是因为靠近道路的葡萄被人喷上了硫酸铜和氧化钙的混合物，目的是使葡萄变蓝、变苦，防止过路人偷吃。在杜扎克城堡酒庄的技术主管恩斯特·大卫协助下，米拉戴特进行了试点。1885年米拉戴特发表了他的研究成果，建议用这种混合物对抗霜菌病。
在法国，波尔多液也被叫做米拉戴特-大卫处理法。